# NSWRL 1919
Die NSWRL 1919 war die zwölfte Saison der New South Wales Rugby League Premiership, der ersten australischen Rugby-League-Meisterschaft. Den Titel gewannen die Balmain Tigers, die damit zum vierten Mal die NSWRL gewannen.

## Tabelle
|     | Team                    | Spiele | Siege | Unent. | Ndlg. | Spiel- punkte | Diff. | Tabellen- punkte |
| --- | ----------------------- | ------ | ----- | ------ | ----- | ------------- | ----- | ---------------- |
| 01. | Balmain Tigers          | 14     | 11    | 1      | 2     | 277:121       | + 168 | 23               |
| 02. | Eastern Suburbs         | 14     | 9     | 2      | 3     | 229:108       | + 121 | 20               |
| 03. | Western Suburbs Magpies | 14     | 9     | 0      | 5     | 239:130       | + 109 | 18               |
| 04. | Glebe                   | 14     | 9     | 0      | 5     | 209:134       | + 75  | 18               |
| 05. | Newtown Jets            | 14     | 6     | 2      | 6     | 123:186       | - 63  | 14               |
| 06. | South Sydney Rabbitohs  | 14     | 6     | 1      | 7     | 208:223       | - 15  | 13               |
| 07. | Annandale               | 14     | 1     | 1      | 12    | 86:270        | - 184 | 3                |
| 08. | North Sydney Bears      | 14     | 1     | 1      | 12    | 103:314       | - 211 | 3                |